# Lithi succinat
Lithium succinate, muối lithium của axit succinic, là một loại thuốc được sử dụng trong điều trị viêm da tiết bã nhờn  và được đề xuất để điều trị mụn cóc anogenital.